# Фронтино (Колумбия)
Фронтино (исп. Frontino) — город и муниципалитет на западе Колумбии, на территории департамента Антьокия. Входит в состав субрегиона Западная Антьокия.

## История
Поселение из которого позднее вырос город было основано 12 декабря 1806 года. Муниципалитет Фронтино был выделен в отдельную административную единицу в 1859 году.

## Географическое положение

Муниципалитет Фронтино

Город расположен в западной части департамента, в гористой местности Западной Кордильеры, на расстоянии приблизительно 80 километров к северо-западу от Медельина, административного центра департамента. Абсолютная высота — 1484 метра над уровнем моря.

Муниципалитет Фронтино граничит на севере с муниципалитетами Дабейба и Урамита, на востоке — с муниципалитетом Каньясгордас, на юго-востоке — с муниципалитетом Абрьяки, на юге — с муниципалитетом Уррао, на западе — с муниципалитетами Вихия-дель-Фуэрте и Муриндо. Площадь муниципалитета составляет 1263 км².

## Население
По данным Национального административного департамента статистики Колумбии, совокупная численность населения города и муниципалитета в 2012 году составляла 17 587 человек.
Динамика численности населения муниципалитета по годам:
| 2005   | 2006   | 2007   | 2008   | 2009   | 2010   | 2011   | 2012   |
| ------ | ------ | ------ | ------ | ------ | ------ | ------ | ------ |
| 20 031 | 19 646 | 19 287 | 18 932 | 18 583 | 18 244 | 17 913 | 17 587 |

Согласно данным переписи 2005 года мужчины составляли 50,5 % от населения Фронтино, женщины — соответственно 49,5 %. В расовом отношении белые и метисы составляли 88,6 % от населения города; индейцы — 10,4 %; негры, мулаты и райсальцы — 1 %.
Уровень грамотности среди всего населения составлял 78,3 %.

## Экономика
Основу экономики Фронтино составляют сельскохозяйственное производство (выращивание кофе и сахарного тростника, а также скотоводство) и добыча золота.

48,7 % от общего числа городских и муниципальных предприятий составляют предприятия торговой сферы, 28,9 % — предприятия сферы обслуживания, 19,7 % — промышленные предприятия, 2,7 % — предприятия иных отраслей экономики.